# Marokkanische Fußballnationalmannschaft der Frauen
Die marokkanische Fußballnationalmannschaft der Frauen (Spitzname arabisch لبؤات الأطلس, DMG Labuʾāt al-Aṭlas ‚Atlas-Löwinnen‘) repräsentiert Marokko im internationalen Frauenfußball. Die Mannschaft untersteht der Fédération Royale Marocaine de Football. Die marokkanische Mannschaft konnte sich erst einmal für den Afrika-Cup der Frauen (Fußball-Afrikameisterschaft der Frauen) qualifizieren und nahm einmal teil, nachdem der Qualifikationsgegner nicht antrat. Bei beiden Turnieren schied die Mannschaft nach der Gruppenphase aus. 2022 war die Mannschaft als Gastgeber automatisch qualifiziert, wurde Zweiter und konnte sich als erste nordafrikanische Mannschaft für eine WM-Endrunde qualifizieren. Bei Einführung der FIFA-Weltrangliste der Frauen im Jahr 2003 lag Marokko auf dem 52. Platz, konnte diesen aber nicht halten und fiel bis auf den 83. Platz im Jahr 2019 zurück. Aktuell liegt die Mannschaft auf dem 72. Platz.

## Turnierbilanz

### Weltmeisterschaft
Marokko nahm erstmals an der Qualifikation für die WM 1999 teil, die über die Fußball-Afrikameisterschaft der Frauen 1998 lief. Dabei sollte Marokko in der Qualifikation gegen Kenia antreten, das aber nicht antrat. Marokko war damit kampflos für die Afrikameisterschaft qualifiziert, musste im ersten Spiel gegen Nigeria aber mit 0:8 die bis heute höchste Niederlage einstecken. Zwar konnte die Mannschaft das nächste Spiel gegen Ägypten mit 4:1 gewinnen, durch ein torloses Remis gegen die Demokratische Republik Kongo waren beide punktgleich, die Marokkanerinnen hatten aber die schlechtere Tordifferenz und schieden daher als Gruppendritte aus. Für die Afrikameisterschaften 2002, 2006, 2010, 2014 und 2018 die als Qualifikationen für die Weltmeisterschaften 2003, 2007, 2011, 2015 und 2019 dienten, konnte sich Marokko jeweils nicht qualifizieren. 2022 war Marokko als Gastgeber des Afrika-Cups automatisch qualifiziert und konnte sich als Zweiter erstmals für die WM-Endrunde qualifizieren, wo die Marokkanerinnen als einzige Neulinge die K.-o.-Runde erreichten, dort aber gegen Frankreich ausschieden.
| Jahr | Ergebnis           |
| ---- | ------------------ |
| 1991 | nicht teilgenommen |
| 1995 | nicht teilgenommen |
| 1999 | nicht qualifiziert |
| 2003 | nicht qualifiziert |
| 2007 | nicht qualifiziert |
| 2011 | nicht qualifiziert |
| 2015 | nicht qualifiziert |
| 2019 | nicht qualifiziert |
| 2023 | Achtelfinale       |

### Afrikameisterschaft
| - 1991 (inoff.): nicht teilgenommen - 1995 (inoff.): nicht teilgenommen - 1998: Vorrunde - 2000: Vorrunde - 2002: nicht qualifiziert | - 2004: nicht teilgenommen - 2006: nicht qualifiziert - 2008: nicht qualifiziert - 2010: nicht qualifiziert - 2012: nicht qualifiziert | - 2014: nicht qualifiziert - 2016: nicht qualifiziert - 2018: nicht qualifiziert - 2022: Zweiter - 2024: als Gastgeber qualifiziert. |

### Olympische Spiele
| - 1996: nicht teilgenommen - 2000: nicht teilgenommen - 2004: nicht teilgenommen - 2008: nicht qualifiziert | - 2012: nicht qualifiziert - 2016: nicht teilgenommen - 2020: nicht qualifiziert - 2024: nicht qualifiziert |

### Afrikaspiele
- 2003: nicht teilgenommen
- 2007: nicht teilgenommen
- 2011: nicht teilgenommen
- 2015: nicht teilgenommen
- 2019: Dritter Platz

## Letzte/nächste Spiele
| Datum      | Ergebnis             | Gegner       |   | Austragungsort | Anlass                   | Bemerkungen |
| ---------- | -------------------- | ------------ | - | -------------- | ------------------------ | ----------- |
| 19.02.2022 | 1:0                  | Malta        | A | Paola (MLT)    |                          |             |
| 22.02.2022 | 4:0                  | Moldau       | * | Paola (MLT)    |                          |             |
| 08.04.2022 | 6:1                  | Gambia       | H | Rabat          |                          |             |
| 13.04.2022 | 2:0                  | Ghana        | H | Rabat          |                          |             |
| 02.07.2022 | 1:0                  | Burkina Faso | H | Rabat          | Afrika-Cup-Gruppenspiel  |             |
| 05.07.2022 | 3:1                  | Uganda       | H | Rabat          | Afrika-Cup-Gruppenspiel  |             |
| 08.07.2022 | 1:0                  | Senegal      | H | Rabat          | Afrika-Cup-Gruppenspiel  |             |
| 13.07.2022 | 2:1                  | Botswana     | H | Rabat          | Afrika-Cup-Viertelfinale |             |
| 18.07.2022 | 1:1 n. V.; 5:4 i. E. | Nigeria      | H | Rabat          | Afrika-Cup-Halbfinale    |             |
| 23.07.2022 | 1:2                  | Südafrika    | H | Rabat          | Afrika-Cup-Finale        |             |

## Kader
Siehe Fußball-Weltmeisterschaft der Frauen 2023/Marokko

## Spiele gegen Nationalmannschaften aus dem deutschsprachigen Raum

### Deutschland
| Datum         | Ort       | Ergebnis | Anlass      | Besonderheiten                                |
| 24. Juli 2023 | Melbourne | 0:6      | WM-Vorrunde | Erstes Spiel bei der Fußballweltmeisterschaft |

Bisher gab es noch keine Spiele gegen Liechtenstein, Österreich und Schweiz.